# Bogdan Ciesielski
Bogdan Ciesielski (ur. 16 marca 1946 w Bydgoszczy, zm. 8 stycznia 2023 tamże) – polski muzyk multiinstrumentalista, aranżer, kompozytor, lider jazzowych grup i zespołów rozrywkowych, współzałożyciel Oddziału Północnego Polskiego Stowarzyszenia Jazzowego.

## Działalność muzyczna
Jako chłopiec pobierał nauki gry na skrzypcach u Jana Dondalskiego, a potem Edwarda Statkiewicza (w Poznaniu). W latach 60. uczył się w Liceum Muzycznym w Bydgoszczy. Przyłapany przez dyrektora szkoły Wacława Splewińskiego na grze muzyki rozrywkowej i jazzu, nie zagrzał w tej uczelni długo miejsca i ostatecznie, po wielu latach, dopełnił swojej edukacji muzycznej w Szkole Muzycznej w Toruniu.
Jako 15-latek znalazł miejsce w nowo powstałej Grupie Jazzu Tradycyjnego - „Traditional Jazz Group”, którą tworzyli poza nim: Andrzej Przybielski (trąbka), Zdzisław Szczuraszek (klarnet i saksofon), Ryszard Gromek (perkusja), Witold Kaniecki (banjo), Janusz Dubiecki (klarnet) i Jacek Bednarek (kontrabas). Na przeglądzie w Klubie „Kosmos” uzyskali miano najlepszej bydgoskiej grupy jazzowej. Jeździli z koncertami po województwie bydgoskim, zagrali także w Warszawie. Zdobyli wyróżnienie na wrocławskim festiwalu „Jazz nad Odrą”, dokonali kilku radiowych nagrań. Pod egidą „Estrady Bydgoskiej”, zasileni saksofonistą Włodzimierzem Szymańskim, zjeździli całą północną Polskę.
Poza jazzem grał już wtedy muzykę rozrywkową w grupie klezmerskiej „Pięciu Cieni”, specjalizującej się w instrumentalnych wersjach przebojów zespołu „The Beatles”. W 1967 r. po sfinalizowaniu nauki w toruńskiej Średniej Szkole Muzycznej i po jednym sezonie spędzonym w Orkiestrze Opery Bydgoskiej, utworzył zespół muzyczny przy bydgoskiej Rozgłośni Polskiego Radia. Odtąd przez sześć lat prezentował na antenie lokalnej i ogólnopolskiej instrumentalne wersje polskich przebojów. Mając ogólnopolską renomę, jego zespół radiowy akompaniował na licznych koncertach gwiazdom polskiej estrady.
Po zakończeniu współpracy z radiem, został jednym ze współzałożycieli Oddziału Północnego Polskiego Stowarzyszenia Jazzowego w Bydgoszczy i przez pewien czas sprawował funkcję wiceprezesa, będąc doradcą artystycznym Ryszarda Jasińskiego. W kolejnych latach odbywał podróże artystyczne za granicę (m.in. rejs dookoła świata poprzez Australię, Japonię, Singapur). Po powrocie zajmował się działalnością aranżacyjno-akompaniatorską, współpracując m.in. z Teatrem Polskim, Radiem PIK, Józefem Eliaszem i Ryszardem Moczadło.